# 해병대 채상병 사망 사건
해병대 채상병 사망 사건은 2023년 7월 19일 대한민국 경상북도 예천군에서 집중호우로 인한 민간인 실종자 수색 작업을 하다가 해병대 제1사단 대원 몇 명이 급류에 휩쓸려 그 중 다른 대원들은 무사히 복귀하였으나 신속기동부대 소속 채수근 일병이 실종되어 사망한 사건이다. 채수근 일병은 사후 상병으로 추서되었다.

## 상세
2023년 여름 한반도 집중호우로 인해 많은 인명 및 재산 피해가 발생하였다. 이를 해결하기 위해서 국방부는 7월 15일부터 장병 2만 2천여 명과 장비 540여 대를 투입하였으며, 7월 18일부터 '호우피해 복구작전 TF'를 구성하고 집중호우 피해 지역에 장병 1만 1천 명과 건설장비, 제독차, 구급차, MUH-1 마린온 헬기 등을 투입했다.
대민지원에 투입된 부대 중 해병대 제1사단은 7월 19일 오전 8시부터 경상북도 예천군 내성천, 석관천 일대에 장병 999명을 투입해 실종자 수색에 나섰다. 수색 작업 중 오전 9시경, 채수근 일병과 해병대원 2명이 수색 중 지반 침하로 급류에 휩쓸렸다. 이 중 채 일병은 실종되었고, 다른 2명은 자력으로 탈출하였다. 채 일병은 밤 11시경 최초 실종 지점에서 약 400m 떨어진 곳에서 심정지 상태로 발견되었고, 7월 20일 새벽 사망 판정을 받았다.
당시 작전은 구명조끼, 튜브, 로프 등 기본적인 안전장비 없이 진행되었으며, 수색 병력 다수가 허리 높이까지 물에 들어가도록 지시받았다. 작전 전날 임성근 해병대 1사단장은 포병 부대를 질책하고 “바둑판식 수색 정찰”과 복장 불량 개선 등을 지시했으며, 이는 현장 간부들에게 압박으로 작용하여 무리한 수색을 강행한 배경이 되었다는 비판을 받았다. 이후 해병대 내부에서 수색 작전 전반에 안전조치가 없었다는 점이 지적되었고, 사고 직후 군은 현장 지휘관들의 지시와 작전 통제 과정에 대한 조사를 시작하였다.

## 해병대 수사단의 수사
2023년 7월 20일 채수근 상병의 사망이 확인된 이후, 해병대 수사단은 즉시 현장 수사에 착수하였다. 수사단은 당일 곧바로 예천 내성천 보문교 일대 현장에 출동해 구조 생존자 및 간부 등 10여 명을 포함하여 약 90명을 조사하였고, 사건 현장 CCTV, 긴급 지휘관 회의자료 등 관련 증거도 수집하였다. 이후 7월 21일에는 국가안보실의 요청에 따라 수사계획서를 제출하였다.
조사 결과 해병대 수사단은 임성근 해병대 제1사단장을 비롯하여 포7대대장, 포11대대장, 포병 중대장, 박상현 7여단장 등 총 8명이 작전 전반에서 안전 대책을 수립하지 않고 병력을 무리하게 수색에 투입했다는 점에서 업무상과실치사 혐의가 있다고 판단하였다. 이에 따라 8월 2일 경북경찰청에 사건을 이첩하였다. 당시 수사단장인 박정훈 대령은 수사 결과를 국방부에 보고한 후, 예정대로 언론 브리핑과 함께 경찰 이첩 절차를 밟으려 하였으나, 국방부 측의 개입으로 사건은 국면이 바뀌게 된다
해병대 수사단은 수색 전날 임성근 사단장이 포병 부대에 수색 방식과 복장 등을 강하게 질책하고, '바둑판식 정성 수색'과 '가슴 장화'를 언급하며 작전 효율성을 강조한 사실을 지휘관들의 진술을 통해 확보하였다. 수사단은 이러한 지휘행위가 하급 부대에 과도한 부담으로 작용하였고, 사고 발생의 원인 중 하나라고 판단하였다.
그러나 수사 이첩 당일, 국방부는 이첩을 보류하라는 지시를 내리고 사건기록을 회수하였다. 이후 박정훈 대령은 이를 공개적으로 폭로하면서 수사 외압 논란이 확산되었다.

## 논란

### 외압 논란
당시 해병대 수사단장이던 박정훈 대령은 임성근 해병대 제1사단장을 업무상과실치사 혐의로 경상북도경찰청에 기소 의견으로 이첩할 계획이었으나, 이종섭 당시 국방부 장관은 2023년 7월 31일 갑작스럽게 이첩 보류를 지시하였다. 이는 전날(30일) 수사결과에 결재한 이후 뒤집은 결정이었다. 당시 박 대령은 이종섭 장관이 대통령 주재 회의에서 수사결과를 보고받은 직후 격노하였다는 내용을 해병대사령관에게 전해 들었다고 진술하였다. 해당 발언은 “이런 일로 사단장까지 처벌하면 대한민국에서 누가 사단장을 하겠느냐”라는 내용이었다고 한다.
이종섭 장관은 7월 31일 오전 대통령경호처 발신 번호(02-800-7070)로부터 전화를 받은 직후 김계환 해병대사령관에게 이첩 중단을 지시했으며, 이후 신범철 당시 국방부 차관, 이시원 대통령실 공직기강비서관, 임기훈 국방비서관, 유재은 국방부 법무관리관 등이 서로 통화를 하며 수사 개입이 진행된 것으로 나타났다.
국방부는 해병대 수사단이 8월 2일 오전 경찰에 제출한 수사기록을 당일 오후 국방부 검찰단이 회수하도록 지시했고, 공식 절차 없이 문서 전량을 되돌려받았다. 박 대령은 이후 언론 브리핑과 기자회견 등을 통해 이러한 과정을 폭로하며 '수사 외압' 의혹을 제기했다.
해병대 수사단 수사기록을 회수한 후, 국방부는 임성근 사단장을 혐의자 명단에서 제외한 새로운 보고서를 경북경찰청에 제출하였다. 이는 외압 의혹을 증폭시켰고, 박정훈 대령은 군검찰로부터 항명 혐의로 기소되었다. 군사법원은 박 대령에게 무죄를 선고하며 해당 명령이 정당하지 않았고, 오히려 국방부 장관이 대통령의 지시를 따르기 위해 부당하게 개입한 것으로 보인다고 판시했다.
한편, 임성근 사단장은 사건 발생 후 직을 내려놓겠다는 의사를 밝혔으나 실제 사퇴하지 않았고, 이후 정책연수 등의 형태로 복무하였다. 이 과정에서 대통령실이 그를 보호하려 했다는 정황이 제기되었으며, 임 사단장과 김건희 여사 간의 친분 의혹이 장경태 의원 등에 의해 언급되기도 했다.
이후 사건의 핵심 책임자 중 하나로 지목된 이종섭 전 장관은 주호주 대사로 임명되었으나, 출국금지 상태에서 외교관 신분으로 출국해 논란을 빚었다. 그는 25일 만에 대사직에서 사임하고 귀국하였다.

## 박정훈 대령 기소
2023년 8월, 해병대 수사단이 채수근 상병 사망 사건 관련 수사기록을 경찰에 이첩한 이후 국방부는 박정훈 해병대 수사단장에 대해 보직해임 및 징계 조치를 취하였으며, 같은 해 10월에는 그를 항명 및 상관 명예훼손 혐의로 기소하였다. 박 대령은 김계환 해병대사령관의 지시를 어기고 수사기록을 경찰에 넘겼으며, 언론에 수사 외압 관련 발언을 했다는 이유로 기소되었다.
2024년 결심공판에서 군검찰은 박 대령에게 징역 3년을 구형하였으나, 2025년 1월 9일 군사법원은 무죄를 선고하였다. 재판부는 김계환 사령관의 지시가 ‘정당한 명령’이 아니었으며, 오히려 대통령 지시를 전달받아 부당한 개입을 시도한 것으로 판단하였다. 따라서 박 대령의 행위는 항명이 아닌 위법 명령에 대한 정당한 거부로 인정되었다.
그러나 군검찰은 1심 결과에 불복해 항소를 제기했고, 2025년 4월에는 공소장을 변경하여 기존의 ‘해병대 사령관에 대한 항명’ 외에 ‘국방부 장관(이종섭)에 대한 항명’ 혐의를 추가하였다. 이에 따라 박 대령 측은 항소심에서 윤석열 대통령을 증인으로 신청하고, 대통령의 개입 여부와 수사기록 회수 지시 등에 대해 증언을 요구하겠다고 밝혔다.

## 채상병 특검법
채수근 상병의 사망 원인과 수사 외압 의혹을 규명하기 위한 특검법(공식 명칭: 순직해병 수사방해 및 사건은폐 등의 진상규명을 위한 특별검사의 임명 등에 관한 법률안)은 2024년 제21대 국회에서 처음 발의되어 통과되었으나, 윤석열 대통령이 거부권(재의요구권)을 행사하면서 2024년 5월 28일 본회의 재표결에서 부결되며 폐기되었다. 당시 투표 결과는 재석 의원 294명 중 찬성 179명, 반대 111명, 무효 4명이었다.
이후 2024년 5월 30일, 제22대 국회가 개원하자 더불어민주당은 특검법을 재발의하였다. 7월 4일 국회 본회의에서 다시 통과되었지만, 7월 9일 국무회의에서 윤 대통령이 재의를 요구하면서 두 번째 거부권을 행사하였다. 7월 25일 본회의에서 다시 표결에 부쳐졌으나, 국회법상 대통령 거부권을 무력화하려면 필요한 200표 이상을 확보하지 못해 또다시 부결되었다.
이어 9월 11일 대한민국 국회 법제사법위원회에서 법안을 일부 수정한 후 다시 본회의에 상정하여 통과시켰으나, 윤석열 대통령은 10월 2일 세 번째 재의요구를 하며 거부권을 행사하였다. 10월 4일 재표결에서도 200표를 넘기지 못해 다시 부결되었고, 이는 동일 법안에 대해 윤 대통령이 총 3차례 거부권을 행사한 전례로 기록되었다.
2025년 1월, 더불어민주당은 해당 특검법을 4차 발의하며 다시 국회 처리를 시도하였고, 결국 6월 4일 국회 본회의에서 과반의 찬성으로 특검법이 통과되었다. 동년 6월 9일 국무회의에서 공식 접수되면서 법안이 확정되었으며, 6월 12일에는 이명현 전 국방부 검찰단 고등검찰부장이 특별검사로 임명되었다.
2025년 7월부터 특검이 본격적으로 활동을 개시하며, 당시 수사 외압의 핵심 당사자로 지목된 윤석열 대통령, 이종섭 전 국방부 장관, 김계환 전 해병대사령관, 유재은 전 법무관리관 등을 포함해 전방위적인 수사가 착수되었다. 특검은 “채 상병의 안타까운 죽음이 헛되지 않도록 진실을 규명하겠다”고 밝히며, 사건 당시 해병대 수사단이 수집한 약 1천 쪽에 달하는 수사 기록도 재검토 중이다.